# Javi Montero
Francisco Javier Montero Rubio (Sevilha, 14 de janeiro de 1999) é um futebolista espanhol que atua como zagueiro ou lateral-esquerdo. Atualmente, defende o Racing Santander, da Espanha.

## Carreira

### Atlético de Madrid
Nascido em Sevilha, na Andaluzia, Montero ingressou no time juvenil do Atlético de Madrid em 2014, aos 15 anos, oriundo do AD Nervión, clube da sua terra natal. Em 2018, depois de terminar o seu desenvolvimento, foi convocado pela primeira vez pelo técnico Diego Simeone para a pré-temporada, jogando com óculos de proteção devido a uma lesão no olho sofrida em 2017.
Montero fez sua estreia pelo Atlético de Madrid B em 23 de setembro de 2018, começando em uma vitória por 4–2 na Segunda B contra o CDA Navalcarnero. Ele apareceu pela primeira vez com a equipe principal em 30 de outubro, jogando os 90 minutos em uma vitória fora de casa por 1–0 contra o Sant Andreu na Copa del Rey.
O primeiro jogo de Montero na Liga dos Campeões da UEFA ocorreu no dia 6 de novembro de 2018, quando substituiu o lesionado José Giménez na vitória por 2–0 sobre o Borussia Dortmund, na fase de grupos. Estreou na La Liga quatro dias depois, quando começou como titular e foi substituído por Gelson Martins no início da segunda metade, em uma vitória por 3–2 sobre o Athletic Bilbao, também no Wanda Metropolitano.
Em 2 de setembro de 2019, Montero renovou seu contrato até 2024.

### Deportivo La Coruña
Em 2 de setembro de 2019, Montero foi emprestado ao Deportivo La Coruña, que jogava a Segunda Divisão Espanhola.

### Beşiktaş
Montero foi emprestado ao Beşiktaş em 2 de setembro de 2020. Um ano depois, ele assinou um contrato permanente.

## Títulos
Atlético de Madrid Juvenil
- División de Honor Juvenil: 2017–18[11]
- Copa del Rey Juvenil: 2018[11]

Atlético de Madrid
- Liga Europa da UEFA: 2017–18[11]
- Supercopa da UEFA: 2018[11]

Beşiktaş
- Supercopa da Turquia: 2021[11]
- Campeonato Turco de Futebol: 2020–21[11]
- Copa da Turquia: 2020–21[11]